# دايفيد رودس
دايفيد رودس (بالإنجليزية: David Rhodes)‏ هو عازف قيثارة وملحن بريطاني، ولد في 2 مايو 1956 في لندن في المملكة المتحدة.

## وصلات خارجية
- الموقع الرسمي
- دايفيد رودس على موقع IMDb (الإنجليزية)
- دايفيد رودس على موقع ميوزك برينز (الإنجليزية)
- دايفيد رودس على موقع أول ميوزيك (الإنجليزية)
- دايفيد رودس على موقع ديسكوغز (الإنجليزية)
- دايفيد رودس على موقع قاعدة بيانات الفيلم (الإنجليزية)